# Bandeira de Leopoldina (Minas Gerais)

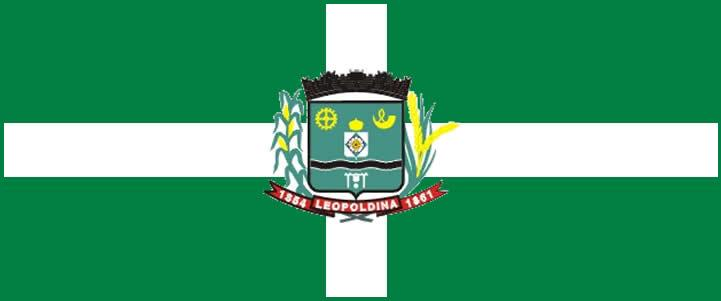
Bandeira de Leopoldina

A bandeira de Leopoldina é um dos símbolos que representa o município brasileiro de Leopoldina, estado de Minas Gerais. Os outros símbolos são o brasão e o hino de Leopoldina.